# نهایت درهم شکستگی
نهایت درهم شکستگی (کره‌ای: 고품격 짝사랑؛ انگلیسی: High-End Crush) یک وب درامای کره‌ای-چینی با بازی جونگ ایل وو و جین سه یون است.
این وب دراما از ۱۴ نوامبر ۲۰۱۵ تا ۱۷ ژانویه ۲۰۱۶، روزهای شنبه و یکشنبه ساعت ۰۰:۰۰ (سی‌اس‌تی) از سوهو تی‌وی پخش شد و تنها در مدت چهار ماه، به بیش از ۲۰۰ میلیون بازدید در چین رسید. نهایت درهم شکستگی از ۴ آوریل ۲۰۱۸ از شبکه تلویزیونی کابلی ام‌بی‌ان در کره جنوبی پخش شد.

## بازیگران

### بازیگران اصلی
- جونگ ایل وو در نقش چوی سه هون
- جین سه یون در نقش یو یی ریونگ